# 布鲁塞尔西站
布鲁塞尔西站（法語：Gare de Bruxelles-Ouest）是比利时布鲁塞尔首都大区圣扬斯-莫伦贝克的鐵路車站。该站于1872年12月25日启用，后于1984年6月3日暂停客运服务。2009年12月13日，该站重新投入使用，作为布鲁塞尔城市快铁项目的一部分。
该站下方为地铁车站西站站，其与本站组成了一个综合交通枢纽，将火车、地铁、有轨电车和公共汽车四者结合。

## 列车服务
该站提供以下列车服务：
- 布鲁塞尔城市快铁（法语：Réseau express régional bruxellois） (S10) 登德尔蒙德 - 布鲁塞尔 - 登德尔莱乌 - 阿尔斯特